# Юлиян Манзаров
Юлиян Георгиев Манзаров (19 юни 1985 — 4 април 2004) е български футболист, загинал злополучно във водите на река Лим.

## Кариера
Той е футболист на Академик (Свищов). В края на 2003 г. е обявен за най-перспективния футболист на отбора до 18-годишна възраст, и има договор с хърватска агенция. Играе като дефанзивен полузащитник, има 14 мача и 1 гол в Б група.
Манзаров отива на екскурзия в Сърбия и Черна гора, като на връщане минават през планинска местност между Черна гора и Сърбия, където автобусът им катастрофира и пада в 40-метров каньон. Умира, след като се опитва да спаси част от децата.
От май същата година Валентин Михов, мажоритарен собственик на „Академик“, и Георги Манзаров, бащата на Юлиян, учредяват ежегоден юношески футболен турнир в негова памет, който по-късно прераства в международен.